# 莫克利亞基 (埃米利奇涅區)
50°49′58″N 27°54′29″E / 50.83278°N 27.90806°E
莫克利亞基（烏克蘭語：Мокляки），是烏克蘭北部的村莊，隸屬日托米爾州的茲維亞赫爾區。該村面積4.29平方公里，海拔高度214米，2001年人口433，人口密度每平方公里335.14人。